# Référendum constitutionnel algérien de 1963
Le référendum algérien de 1963 est convoqué pour adopter la première Constitution de la République algérienne démocratique et populaire.
Le référendum est convoqué par la loi du 30 août 1963 publiée au Journal officiel de la République algérienne démocratique et populaire (JORADP) du 3 septembre 1963. 
Les électeurs sont convoqués pour le 8 septembre.

## Résultats
Les résultats sont publiés dans le Journal officiel du 10 septembre avec la Constitution adoptée.  
Inscrits : 6 391 818 

Votants : 5 283 974 

Exprimés : 5 270 597 

Oui : 5 166 185 

Non : 105 047 
La Constitution est approuvée à une écrasante majorité du corps électoral. Le nombre de non est à peine supérieur à celui du référendum de septembre 1962.